# Star Trek: Discovery
Star Trek: Discovery er en Star Trek tv-serie, der er lavet af Bryan Fuller og Alex Kurtzman. Serien havde premiere i USA d. 24. september 2017, og efterfølgende på Netflix d. 25. september 2017.
Serien er en selvstændig historie og bygger ikke videre på historien fra de seneste film i franchisen. Den foregår 10 år før den oprindelige Star Trek-serie med James T. Kirk og Spock.
Serien foregår hovedsageligt på rumskibet USS Discovery (NCC-1031).
Indspilning af serien startede i januar 2017 i Pinewood Toronto Studios.
Første sæson består af 15 episoder, der udgør en sammenhængende historie.
Det første afsnit vil blive vist på den amerikanske tv-station CBS, hvorefter serien vil blive flyttet til en amerikansk streamingtjeneste. Indenfor 24 timer efter et afsnit er sendt, vil det være tilgængeligt på Netflix i 188 lande.

## Medvirkende

### Hovedroller
- Sonequa Martin-Green som Michael Burnham: Er trods navnet en kvinde. Hun er menneske men opvokset på Vulcan og adopteret af Spocks far Sarek.
- Doug Jones som Saru: En naturvidenskabsofficer på Discovery.
- Anthony Rapp som Stamets: Ekspert i astromykologi (studiet af svampe i rummet).

### Mindre roller
- Michelle Yeoh som Georgiou: Kaptajn på rumskibet USS Shenzhou.